# تشالا بويوكاكاتشاي
كاغلا بويوكاجاي ((بالتركية: Çağla Büyükakçay)‏) (مواليد 28 سبتمبر 1989 في أضنة)، هي لاعبة كرة مضرب تركية تلعب باليد اليمنى بدأت مسيرتها كمحترفة عام 2006 وتحتل حالياً المرتبة 128 (29 فبراير 2016) في تصنيف رابطة محترفات كرة المضرب.

## روابط خارجية
- تشالا بويوكاكاتشاي على موقع رابطة محترفات التنس (الإنجليزية)
- تشالا بويوكاكاتشاي على موقع الاتحاد الدولي لكرة المضرب (الإنجليزية)
- تشالا بويوكاكاتشاي على موقع كأس بيلي جين كينغ (الإنجليزية)
- تشالا بويوكاكاتشاي على موقع خلاصة التنس.كوم (الإنجليزية)
- تشالا بويوكاكاتشاي على موقع أوليمبيديا (الإنجليزية)